# Informativos Telecinco
Informativos Telecinco è il notiziario di Telecinco, emittente del gruppo Mediaset España, in onda dal 1990. Il notiziario è prodotto da Atlas, società appartenente allo stesso gruppo.

## Storia
Il notiziario è nato in concomitanza con la nascita di Telecinco, nel 1990, col nome di Entre hoy y mañana.
Dall'aprile 1993, grazie all'ampliamento dei contenuti e all'aggiunta di più edizioni quotidiane del telegiornale, ha cambiato nome in Las Noticias.
A partire dal 1997, in occasione del restyling della rete, il notiziario assume l'attuale denominazione, inizialmente affiancato dagli altri due nomi precedenti nelle edizioni, e poi dal 1998, viene adottato definitivamente come nome del notiziario. Viene inoltre introdotto anche l'edizione mattutina.
Nel 2005, ci furono scarsi risultati d'ascolto nell'edizione serale, che hanno portato la rete a prendere la decisione di ridurre la durata del telegiornale a 25 minuti e di farla coincidere con il resto dell'offerta giornalistica, spostandola alle 21:00. Direttore del notiziario a quel tempo era Juan Pedro Valentín, che viene licenziato nel gennaio 2006, e viene nominato direttore Pedro Piqueras, all'epoca facente parte di RTVE e Antena 3.
Dato lo scarso rendimento della programmazione pomeridiana di Telecinco, la rete ha deciso nell'autunno del 2008 di riportare l'edizione meridiana alle 14:30. Fino a quell'anno infatti, era andato in onda alle 15:00, orario in qui ora va in onda solo l'edizione del weekend.
Dopo l'acquisizione di Cuatro da parte di Mediaset España e l'ingresso del gruppo nell'azionariato di Digital+ nel dicembre 2009, nell'aprile 2011 si è verificata la fusione delle redazioni di Informativos Telecinco e Noticias Cuatro con sede nel Centro di produzione di Mediaset España a Fuencarral.
In seguito al pensionamento di Piqueras, a partire dal 22 dicembre 2023, il nuovo direttore del notiziario è Carlos Franganillo, già a RTVE come conduttore della seconda edizione del Telediario, che dal 15 gennaio 2024 conduce anche l'edizione serale. Nello stesso giorno inoltre, viene rinnovata la grafica, lo studio e il logo, caratterizzato da una "i" che si affianca a destra con il logo di Telecinco.
A partire da settembre 2024, l'edizione mattutina ha cambiato nome in elMatinal, seppur abbia lo stesso format e l'orario di messa in onda.